# Meadville (Pennsylvania)
Meadville is een plaats (city) in de Amerikaanse staat Pennsylvania, en valt bestuurlijk gezien onder Crawford County.

## Demografie
Bij de volkstelling in 2000 werd het aantal inwoners vastgesteld op 13.685. In 2006 is het aantal inwoners door het United States Census Bureau geschat op 13.421, een daling van 264 (-1,9%).

## Geografie
Volgens het United States Census Bureau beslaat de plaats een oppervlakte van 11,3 km², geheel bestaande uit land. Meadville ligt op ongeveer 343 m boven zeeniveau.

## Geboren in Meadville
- Charles Homer Haskins (1870-1937), historicus
- Paul Moer (1916-2010), jazzpianist
- Sharon Stone (1958), filmactrice en homoactiviste

## Plaatsen in de nabije omgeving
De onderstaande figuur toont nabijgelegen plaatsen in een straal van 16 km rond Meadville.